# Rizatriptan
Rizatriptanul este un medicament din clasa triptanilor și este utilizat în tratamentul migrenelor. Calea de administrare disponibilă este cea orală.
Molecula a fost patentată în 1991 și a fost aprobată pentru uz medical în anul 1998.

## Utilizări medicale
Rizatriptanul este indicat în tratamentul acut al fazei de cefalee a episoadelor de migrenă, cu sau fără aură, la adulți.

## Farmacologie
Rizatriptanul este un agonist selectiv al receptorilor pentru serotonină (de tipul 5-HT1B și 5-HT1D) de la nivelul vaselor sanguine cerebrale.